# Telecle
Telecle di Focide o di Focea (in greco antico: Τηλεκλῆς?, Tēleklês; ... – III secolo a.C.) è stato un filosofo greco antico.
Fu allievo di Lacide di Cirene, al quale succedette alla carica di scolarca dell'Accademia, che resse insieme a Evandro.
Negli ultimi dieci anni della vita di Lacide (dal 215 al 205 a.C. circa), che sappiamo essere stato gravemente malato, Telecle resse l'Accademia insieme a Evandro e, anche dopo la morte di Lacide, i due continuarono a dirigerla pur non essendo stati formalmente eletti scolarchi. Alla morte di Telecle, avvenuta nel 167/166 a.C., Evandro rimase l'unico scolarca, che ebbe come successore il suo allievo Egesino..
Relativamente al pensiero e alle opere di Telecle nulla ci è noto.